# Бабаево
Баба́ево — город в Вологодской области России. Административный центр Бабаевского района и городского поселения город Бабаево. Город расположен на берегах реки Колпь (бассейн Волги), в 300 км к западу от Вологды.
Население — 11 646 чел. (2023).
Основан в 1902 году, в 1925 году получил статус города. Самый западный из городов области.

## Название
Город Бабаево получил свое название от железнодорожной станции Бабаево, а та в свою очередь от деревни Бабаево, которая и до сих пор существует рядом с городом.

## Физико-географическая характеристика
Город расположен в пределах Молого-Шекснинской низменности, являющейся частью Восточно-Европейской равнины на берегах реки Колпь (бассейн Волги). Высота — 137 м выше уровня моря. Рельеф местности равнинный. Город окружён лесами.
По автомобильной дороге расстояние до областного центра города Вологды составляет 300 км. Расстояние от Лентьево до Бабаево составляет 74 км.
Часовой пояс
Город Бабаево, также как и вся Вологодская область, находится в часовом поясе, обозначаемом по международному стандарту как Moscow Time Zone Московское время. Смещение относительно Всемирного координированного времени UTC составляет +3:00 (UTC+3).

### Климат
| Показатель                    | Янв.  | Фев.  | Март  | Апр. | Май  | Июнь | Июль | Авг. | Сен. | Окт. | Нояб. | Дек.  | Год  |
| ----------------------------- | ----- | ----- | ----- | ---- | ---- | ---- | ---- | ---- | ---- | ---- | ----- | ----- | ---- |
| Абсолютный максимум, °C       | 5     | 4     | 14    | 28   | 31   | 32   | 35   | 34   | 28   | 21   | 11    | 8     | 35   |
| Средний суточный максимум, °C | −8    | −6,5  | −0,7  | 7,2  | 15,4 | 20,6 | 22,5 | 20,8 | 14,2 | 6,0  | −0,4  | −5    | 7,2  |
| Средняя температура, °C       | −11,6 | −10,5 | −5,4  | 2,4  | 9,5  | 14,7 | 16,8 | 14,9 | 9,2  | 2,9  | −2,6  | −8    | 2,7  |
| Средний суточный минимум, °C  | −15,5 | −14,9 | −10,6 | −2,3 | 3,7  | 8,5  | 10,9 | 9,6  | 5,0  | 0,1  | −5,2  | −11,2 | −1,8 |
| Абсолютный минимум, °C        | −47   | −43   | −36   | −28  | −10  | −3   | 1    | −3   | −8   | −19  | −31   | −47   | −47  |
| Норма осадков, мм             | 35    | 28    | 29    | 42   | 55   | 70   | 83   | 77   | 65   | 58   | 48    | 37    | 624  |
| Источник:                     |       |       |       |      |      |      |      |      |      |      |       |       |      |

| Показатель                   | Янв. | Фев. | Март | Апр. | Май  | Июнь | Июль | Авг. | Сен. | Окт. | Нояб. | Дек. | Год |
| ---------------------------- | ---- | ---- | ---- | ---- | ---- | ---- | ---- | ---- | ---- | ---- | ----- | ---- | --- |
| Средняя температура, °C      | −9,2 | −9   | −3,3 | 3,6  | 10,6 | 15,0 | 17,6 | 14,9 | 9,5  | 3,8  | −3,1  | −7,4 | 3,6 |
| Норма осадков, мм            | 41   | 31   | 34   | 30   | 52   | 74   | 72   | 83   | 57   | 59   | 51    | 49   | 634 |
| Источник: ФГБУ "ВНИИГМИ-МЦД" |      |      |      |      |      |      |      |      |      |      |       |      |     |

## История

### Деревня
В начале XVIII века деревня Бабаево относилась к Бабаево-Судскому (Суцкому) Стану Белозерского уезда Санкт-Петербургской губернии. Входила в состав Шужболенской волости (по деревне Шужболенской на реке Шужбе). Находилась на западной окраине уезда, на границе с Новгородским уездом и Устюжско-Железнопольским уездом. Пространство между современными Устюжной, Череповцом и Бабаевом ещё в летописях называлось Железным полем. А крестьяне из находившихся там деревень занимались добычей болотной руды и выплавкой из неё железа. В 1702 году Адмиралтейским приказом для надобностей русского военно-морского флота в районе Железного поля начали строить два железоделательных завода: в Судской волости Белозерского уезда на реке Шогде у деревни Тырпец и в Устюжне Железопольской, вблизи городища на реке Ижине.
С 1727 года Белозерский уезд в составе Новгородской губернии.
В 1822 году восточнее Бабаева возникла деревня Никольский завод, появившаяся в связи со строительством металлургического завода. Он упоминается как Никольский железноделательный, проволочный, гвоздяной и проволочно-канатный завод Н. и И. Балашевых. Во второй половине XIX века завод производил телеграфные провода, гвозди и крюки.
После земской реформы 1864 года были введены земства. В Белозерском уезде была создана Белозерская уездная земская управа — исполнительный всесословный орган самоуправления. Она находилась в ведении Новгородской губернской земской управы.
В 1875 году деревне Никольский Завод Мишутинской волости уездным земством открыта начальная школа.
Основан в 1902 году одновременно со станцией Бабаево, во время строительства по указу Николая II новой железной дороги из Петербурга в Вятку через Тихвин и Вологду. Движение поездов на всем протяжении пути Санкт-Петербург — Вологда — Вятка открылось 1 января 1906 года.

### Город
Посёлок станции Бабаево и деревня Никольский завод, постепенно развиваясь, слились между собой и образовав единый населённый пункт, который 29 июня 1925 года получил статус города в соответствии с Постановлением Президиума Верховного Совета СССР.
В 1927 году в ходе административной реформы, когда Президиум ВЦИК упразднил губернии, также был упразднён и Белозерский уезд. При этом был образован Бабаевский район в составе Череповецкого округа Ленинградской области, созданного на территории упразднённой Череповецкой губернии. Бабаево стало районным центром.
В 1937 году Бабаевский район был включён в состав вновь образованной Вологодской области.
Во время Великой Отечественной войны в Бабаево действовало шесть госпиталей.
1 декабря 2021 года в черту города включаются посёлок Заготскот и деревни Бабаево, Высоково, Колпино Володинского сельсовета.

## Население
| 1931    | 1939    | 1959    | 1970    | 1979    | 1989    | 1992    | 1996    | 1998    | 2000    | 2001    | 2002    |
| ------- | ------- | ------- | ------- | ------- | ------- | ------- | ------- | ------- | ------- | ------- | ------- |
| 3400    | ↗8300   | ↗12 044 | ↗12 301 | ↗12 926 | ↗14 211 | ↗14 300 | ↗14 400 | ↘14 200 | ↘14 000 | ↘13 900 | ↘12 604 |
| 2003    | 2005    | 2006    | 2007    | 2008    | 2009    | 2010    | 2011    | 2012    | 2013    | 2014    | 2015    |
| ↘12 600 | ↘12 400 | ↘12 300 | →12 300 | →12 300 | ↘12 235 | ↘12 053 | ↗12 100 | ↘11 900 | ↘11 712 | ↘11 624 | ↘11 491 |
| 2016    | 2017    | 2018    | 2019    | 2020    | 2021    | 2023    |         |         |         |         |         |
| ↗11 502 | ↘11 493 | ↘11 395 | ↘11 328 | ↗11 406 | ↗11 739 | ↘11 646 |         |         |         |         |         |

На 1 января 2025 года по численности населения город находился на 868-м месте из 1124 городов Российской Федерации.
По итогам переписи населения 2020 года проживали следующие национальности (национальности менее 0,1 % и другое, см. в сноске к строке «Другие»):
| Национальность | Численность, чел. | Доля     |
| -------------- | ----------------- | -------- |
| Русские        | 10 752            | 91,59 %  |
| Украинцы       | 33                | 0,28 %   |
| Армяне         | 20                | 0,17 %   |
| Лезгины        | 16                | 0,14 %   |
| Другие         | 918               | 7,82 %   |
| Итого          | 11 739            | 100,00 % |

## Экономика
Из промышленных предприятий действует мощный железнодорожный узел, рядом с городом располагается газокомпрессорная станция № 2, а также — контора Бабаевского леспромхоза (ЛПХ образован в 1931 г.). Эстафету завода электронной техники «Светлана» до 2018 года продолжал филиал ЗАО «Светлана-Рентген» — «Бабаево-Рентген», ныне ликвидирован.
Имеется ряд частных лесопильных производств, например В. Н. Кабанова. Действует завод клееного бруса. Работают торговые предприятия, например ОАО «Бабаеволесторг», частные магазины, городской рынок, ряд торговых комплексов, например, «Николаевский».
Услуги связи предоставляют несколько провайдеров: Ростелеком, Телесистемы и Норд-Телеком.
В городе три отделения почты, участок электросвязи, есть городское коммунальное хозяйство, одна баня.

## Транспорт
Железнодорожная станция

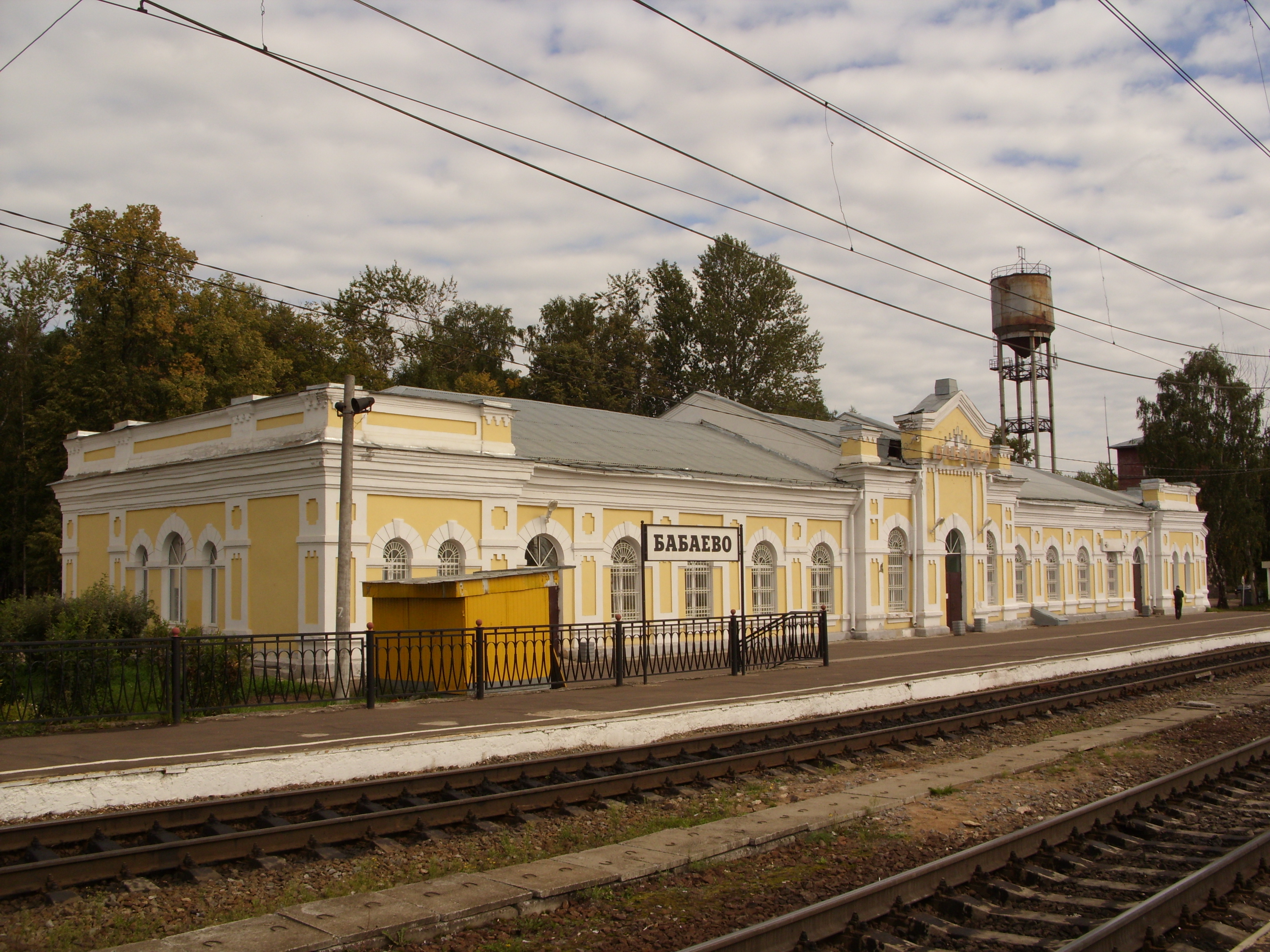
Вокзал станции Бабаево
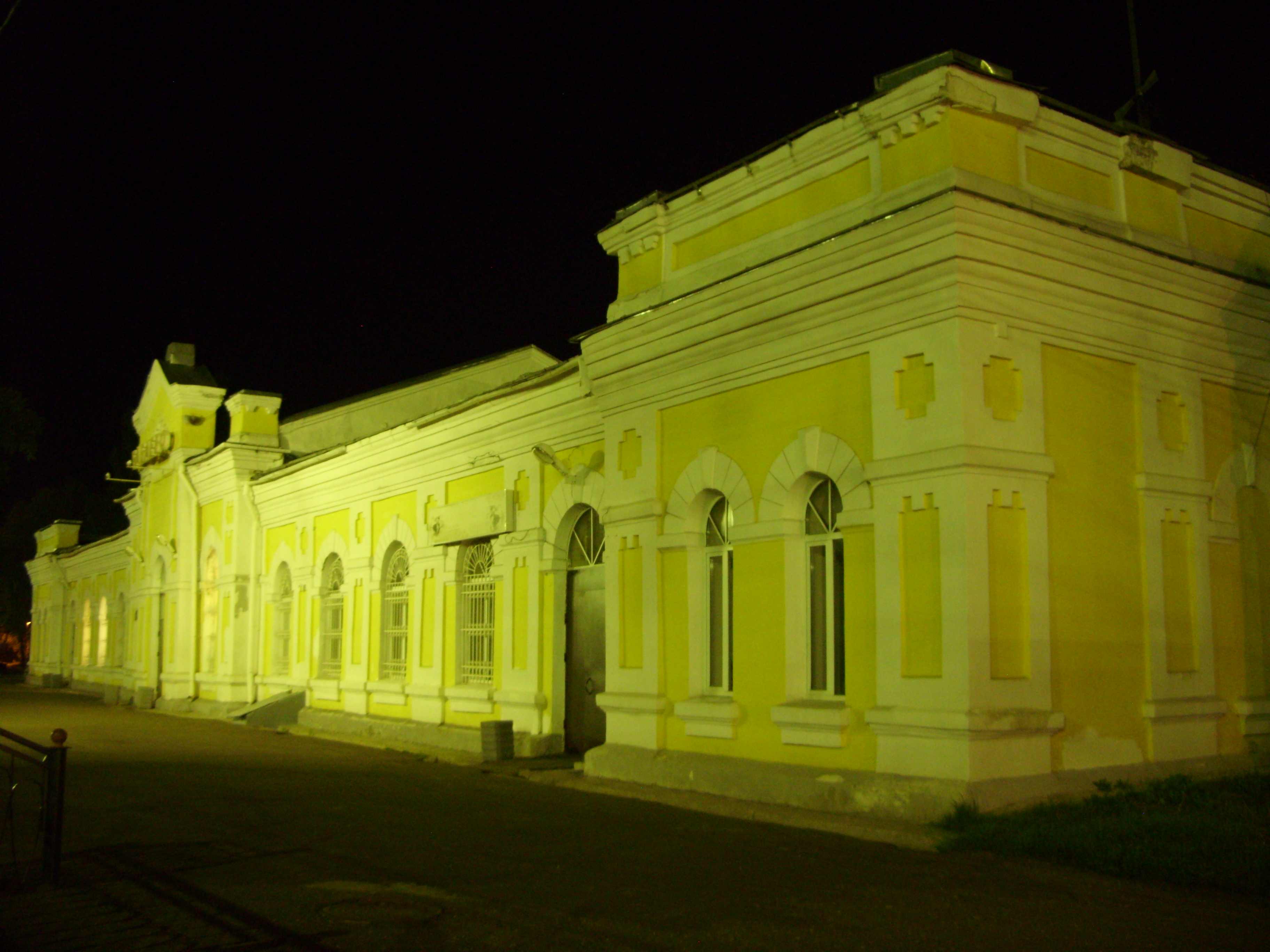
Вокзал ночью
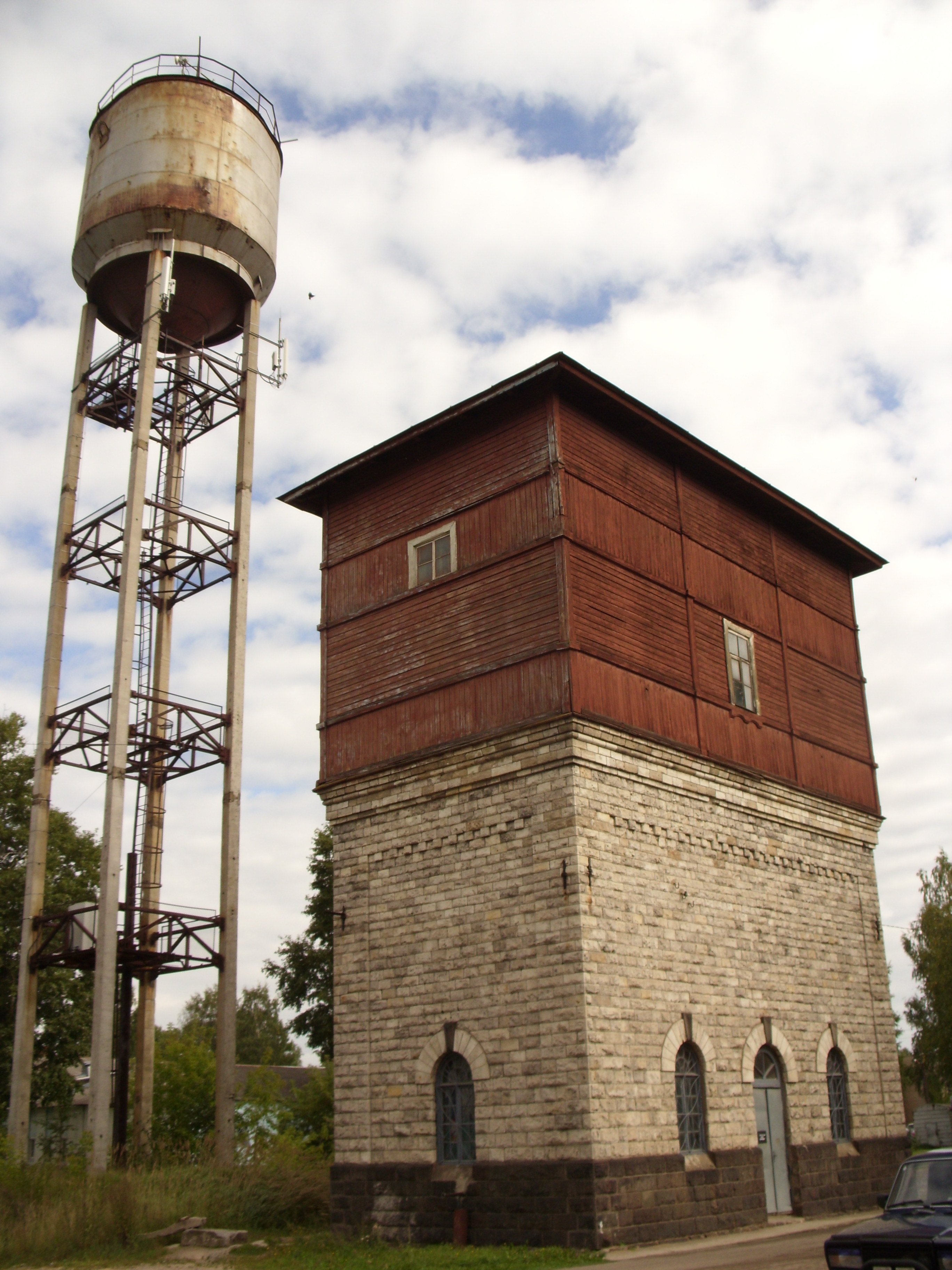
Водонапорные башни
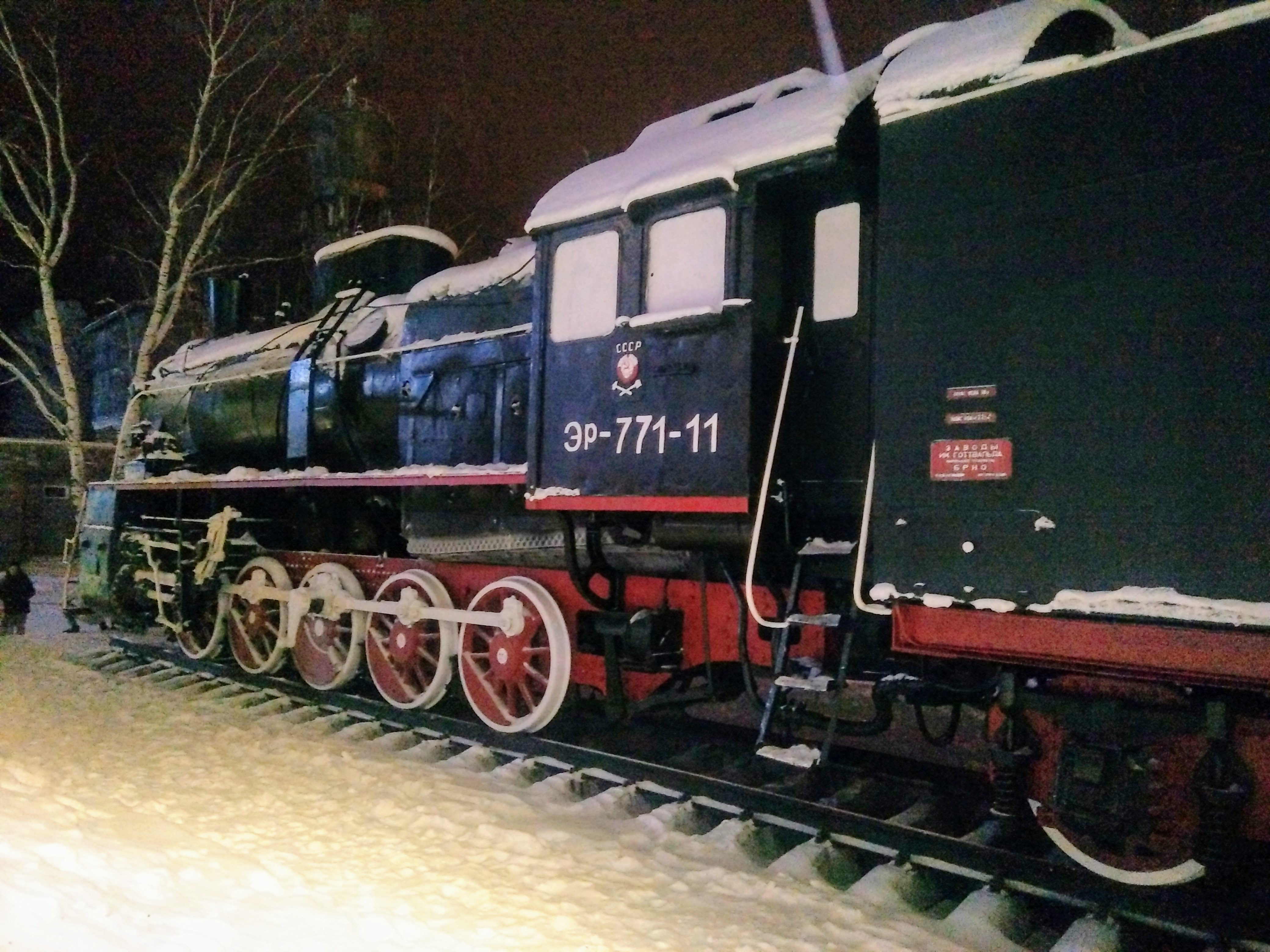
Памятник-паровоз ЭР-771-11 с обновлённым (правильным) регистрационным номером. Произведён на заводе в ЧССР в 1950 году

Железнодорожная станция на линии Вологда — Санкт-Петербург является станцией стыкования двух систем тягового тока (переменного с востока и постоянного с запада), поэтому здесь производится смена электровозов у всех проходящих поездов. В связи с увеличением транзитного поездопотока на строящийся порт Усть-Луга производится расширение станции.
На станции останавливаются проходящие через неё поезда дальнего следования, идущие в Петербург, Екатеринбург, Вологду, Архангельск, Шарью, Нижний Тагил, Астану, Челябинск, Воркуту, Котлас, Тюмень и другие города.

## Образование
- средняя общеобразовательная школа № 65. Открыта 1 декабря 1906 года как двуклассное железнодорожное училище[34].Открыта средняя общеобрзовательная школа №1

## Культура
В центре города находится Бабаевский краеведческий музей имени М. В. Горбуновой. Музей открыт 3 июня 1978 года. С 1998 года носит имя его создателя М. В. Горбуновой.
Работают три библиотеки.

## Здравоохранение
В настоящее время в городе функционирует районная больница, три фармацевтических предприятия, санаторий «Каменная гора» объединения «Профессиональный союз работников агропромышленного комплекса Российской Федерации».

## Религия
В городе действует деревянный храм святых апостолов Петра и Павла Череповецкой епархии Русской православной церкви.
Несколько лет назад было начато строительство храма в честь преподобного Гурия Шалочского. Некоторое время строительство было заморожено из-за нехватки финансов, но с марта 2018 года вновь продолжено. В настоящее время действующий храм.

## Достопримечательности

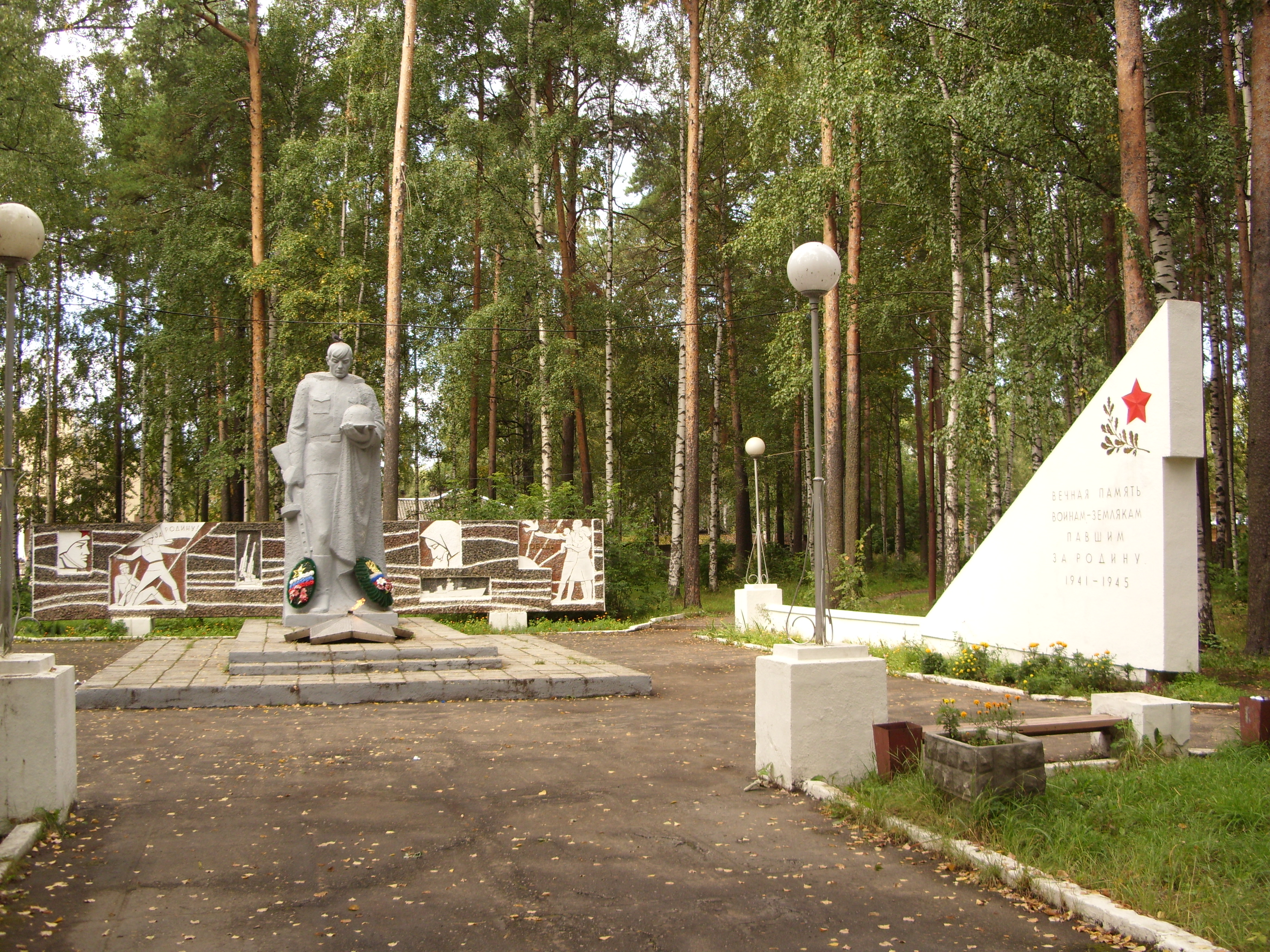
Памятник погибшим воинам-землякам

- Веерное депо с поворотным кругом и локомотивами
- Мемориальная доска в честь создания первой ячейки комсомола в г. Бабаево. Открыта 13 октября 1968 года на здании райвоенкомата, Интернациональная ул., д. 3.
- Захоронение возле ст. Локомотив. Могила, в которой похоронены Петр Сущев, один из первых комсомольцев города, и И. Н. Лекшин, активист первого городского ревкома. Время захоронения — примерно 1919 год.
- Въездной знак г. Бабаево. Установлен в 2001 году на дороге Лентьево-Бабаево. Автор и исполнитель В. П. Матвеев, бывший архитектор района.
- Паровоз. Установлен в 2005 году в честь 100-летия со дня образования железнодорожного узла ст. Бабаево.
- Вокзал. Первое кирпичное здание г. Бабаево. Начало строительства — 1902 год.
- Памятник воинам-бабаевцам, погибшим в годы Великой Отечественной. Установлен в привокзальном парке. Открыт 29 октября 1968 года. Скульпторы Геннадий Павлович и Текуса Павловна Контаревы.
- Памятник воинам, которые умерли в бабаевских госпиталях с 1941-го по 1945-й годы. Расположен возле городского кладбища. Открыт 9 мая 1984 года.
- Дома, в которых жил и бывал Н. М. Рубцов. Ул. 1-го Мая, дом № 53, квартира Н. И. Матвеева. Первое посещение Рубцовым г. Бабаево в декабре 1965 года. Ул. 1-го Мая, д. 31. Здесь Рубцов жил в течение почти месяца весной 1967 года на квартире у Н. Н. Байковой. Ул. Фрунзе, д. 7. Здесь в семье Г. В. и В. И. Романишниковых предположительно Рубцов встречал Новый 1966 год вместе с Н. И. и В. Н. Матвеевыми, В. А. Ивановым и Валерием Аншуковым. Ул. 25-го Октября, д. 20. В этом доме 4 апреля 1967 года Рубцов общался с бабаевским поэтом В. А. Ивановым.
- Военные госпитали, расположенные в годы войны в г. Бабаево. Советская ул., д. 21. ЭГ № 1489, располагался с 1 января 1942 года по 1 сентября 1945 года. Советская ул., д. 23. ЭГ № 1024, располагался с 25 сентября 1941 года по 31 декабря 1943 года. Ул. 1-го Мая, д. 63, ЭГ № 3337, располагался с 29 апреля 1942 года по 9 ноября 1945 года.
- Памятник первым бабаевцам-комсомольцам. Расположен рядом с универмагом райпо. Установлен 29 июня 1980 года.
- Улицы имени Героев Советского Союза — бабаевцев. Улица И. В. Стружкина. Улица И. И. Прохорова. Улица В. Г. Павлова. Улица Н. В. Серова. Улица им. Володи Шуганикова. Погиб в Афганистане в 1984 году. Посмертно награждён орденом Красной Звезды. Улица им. К. Г. Алексеева. К. А. Алексеев погиб 30 июня 1941 года, командуя пограничной заставой возле с. Шепот (Украина). Посмертно награждён орденом Отечественной войны II степени.
- Мемориальные памятные доски, установленные в честь Героев-бабаевцев. В честь И. В. Стружкина. Ул. Ухтомского, д. 18. Здание средней школы № 65. Установлена в 2007 году. В честь Н. В. Серова. Ул. Гайдара, д. 6. Здание средней школы № 1. Установлена в 2007 году.
- Мемориальная доска в честь И. И. Зажигина. И. И. Зажигин — председатель Бабаевского райисполкома с 1972 по 1989 годы. Проживал на ул. Гайдара, д. 18. Установлена в 1999 году.
- Памятный камень в честь 100-летия со дня образования Бабаевской средней школы № 65. Ул. Ухтомского, д. 18. Возле здания школы. Установлен в 2006 году.
- Каменная гора. Ландшафтный памятник природы. Расположен рядом с саноторием «Каменная гора».
- Недалеко от Бабаева находится старинное село Борисово-Судское, которое расположено на древнем тракте Петербург-Тихвин-Белозерск. В селе расположены дворянские усадьбы Качаловых, Долгово-Сабуровых и Пушторских. Это село играет важную роль с точки зрения культурного наследия района. В селе также имеется действующий старинный православный храм и музей.

## Известные жители
В школах города учились Герои Советского Союза И. В. Стружкин и Н. В. Серов. В Бабаеве есть улицы их имени. Кроме того, в городе имеются ещё улицы имени Героев Советского Союза, родившихся на территории Бабаевского района. Это В. Г. Павлов, И. И. Прохоров. Улица им. Алексеева названа в честь пограничника, который командовал заставой, в течение 13 дней сдерживавшей натиск многократно превосходящих сил противника в грозные дни июня 1941 года. Также есть улица имени Володи Шуганикова, погибшего в Афганистане. В Чечне погиб Павел Ванюшкин, посмертно награжденный орденом Мужества. Гордостью горожан являются их земляки: генерал-майор авиации Н. П. Пашков, бывший начальник штаба Центра подготовки космонавтов, затем директор музея космонавтики в Звездном городке, а также Л. Г. Данилов, стоящий у истоков отечественного атомного флота. Восемь жителей города в разное время стали Почетными гражданами города, а 18 — заслуженными работниками той или иной отрасли.

## «Дело Ленина»
12 июля 2010 года в Бабаеве попытались похоронить памятник В. И. Ленину, который стоял у железнодорожной станции. По официальной версии, ночью к памятнику приехала подвыпившая свадьба, а нетрезвые гости и молодожёны, решив сделать фото в обнимку с Лениным, полезли на памятник, после чего он упал и разрушился. Утром станционные работники, посчитав что памятник «не представляет архитектурной ценности», вырыли траншею и начали закапывать части скульптуры и постамента. Однако местные коммунисты воспрепятствовали этому. По их мнению, эта акция была сделана преднамеренно. После этого происшествия в Бабаеве остался только один из трёх когда-то существовавших памятников Ленину.

## Города-побратимы
- Городок[42]